# Saint-Léger-de-Fougeret
Saint-Léger-de-Fougeret település Franciaországban, Nièvre megyében. Lakosainak száma 348 fő (2022. január 1.). Saint-Léger-de-Fougeret Saint-Hilaire-en-Morvan, Villapourçon, Onlay, Château-Chinon, Fâchin, Moulins-Engilbert és Sermages községekkel határos.

## Népesség
A település népessége az elmúlt években az alábbi módon változott:
| Lakosok száma | 355  | 387  | 390  | 373  | 363  | 352  | 350  | 348  | 348  |
|               | 2013 | 2015 | 2016 | 2017 | 2018 | 2019 | 2020 | 2021 | 2022 |